# 迦葉摩騰
迦葉摩騰（かしょうまとう、kāśyapa mātaṅga、生没年不詳）は、インド（中天竺）の仏教の僧侶。摂摩騰（しょうまとう）ともいう。
後漢時代に竺法蘭と共に中国に仏教をもたらした。伝説では、永平年間に空を飛び金色に輝く人（仏）の夢を見た明帝に派遣された蔡愔と西域で出会い、洛陽にやってきたという。永平11年（68年）には洛陽の白馬寺に住み、『四十二章経』を翻訳したと伝えられる。

## 伝記資料
- 『高僧伝』巻1